# Template Gothic
Template Gothic est une police de caractères sans empattements dessinée par Barry Deck en 1989 et publiée par la fonderie Emigre en 1991. La fonte a été créée par Deck alors qu'il était étudiant à CalArts, auprès de Jeffery Keedy et Ed Fella.
Barry Deck a déclaré que cette fonte était inspirée par un lettrage trouvé dans un lavomatique de son voisinage. La fonte a été populaire durant les années 1990, représentant une "esthétique de l'imperfection" liée à l'époque du Grunge.
En 2011, Template Gothic figure parmi les vingt-trois fontes numériques acquises par la collection Architecture et Design du MoMA de New York, et montrées dans l'exposition Standard Deviations. Selon Paola Antonelli, cette fonte représente une ère spécifique de la création de fontes numériques au début des années 1990, comme ses contemporains Walker, FF Meta, FF Blur ou Keedy Sans.